# Diyora Keldiyorova
Diyora Keldiyorova (født 13. juli 1998) er en usbekisk judoka.
Hun repræsenterede Usbekistan ved sommer-OL 2020 i Tokyo, hvor hun blev elimineret i første runde.
Under sommer-OL 2024 i Paris vandt hun guld.